# 星湖水库
星湖水库是中国广东省肇庆市境内的一座水库，位于西江上，建于1956年。水库正常库容为789万立方米，平均水深为1.36米，集雨面积为33平方千米，海拔为4.8米。